# Малиновка (Северо-Казахстанская область)
Малиновка (каз. Малиновка) — упразднённое село в Есильском районе Северо-Казахстанской области Казахстана. Село входило в состав Заградовского сельского округа. Ликвидировано в 2000-е годы. 

## Население
По данным переписи 1999 года, в селе отсутствовало постоянное население.